# نيكو كلوتز
نيكو كلوتز (بالألمانية: Nico Klotz)‏ هو لاعب كرة قدم ألماني، ولد في 20 سبتمبر 1986 في هايلبرون في ألمانيا. لعب مع إرتسغيبيرغه آوه وبادربورن 07 ونادي دويسبورغ ونادي ساندهاوزن ونادي شتوتغارت.

## وصلات خارجية
- نيكو كلوتز على موقع قاعدة بيانات كرة القدم.إي يو (الإنجليزية)
- نيكو كلوتز على موقع بيانات كرة القدم. دي إي (الألمانية)
- نيكو كلوتز على موقع عالم كرة القدم.نت (الإنجليزية)